# Tipo Holland 602
Los submarinos Tipo Holland 602, también conocidos Clase H, estuvieron entre los sumergibles más numerosos de la Primera Guerra Mundial. El tipo fue diseñado por la empresa estadounidense Electric Boat Co.. Sin embargo, gran parte de ellos fueron construidos en Canadá por los astilleros Canadian Vickers Ltd. Este tipo de nave fue ampliamente utilizada por las armadas de Estados Unidos, Chile, Reino Unido, Imperio Ruso, Italia, Canadá, Países Bajos y la URSS.

## Historia
El predecesor de esta clase fueron dos submarinos ordenados en 1911 para la Armada de Chile, a partir de los diseños 19E y 19B de John Philip Holland . El astillero Moran Brothers Shipyard más tarde, Seattle Construction and Drydock Company poseía una licencia de Electric Boat Co. desde aproximadamente 1910 y había construido otros cuatro submarinos para la USN entre 1912 y 1914; sin embargo, los problemas de pago de último momento retrasaron la aceptación de los buques y los dejaron disponibles para su compra. Finalmente fueron comprados por el gobierno del Canadá y se convirtieron en los submarinos de la Clase CC de la marina canadiense.
A continuación, se construyeron tres prototipos del diseño mejorado Tipo 30, con un mayor desplazamiento de 358/434 toneladas. Estos se convirtieron en los submarinos de la Clase H (EE. UU.) y fueron designados H-1, H-2 y H-3.
En octubre de 1914, tras el inicio de la Primera Guerra Mundial, el Almirantazgo Británico ordenó diez submarinos tipo 602E, para ser construidos por Canadian Vickers en Montreal. Estos se convertirían en los submarinos de la Clase H británica. Otros diez submarinos fueron construidos de manera encubierta en los Estados Unidos todavía neutrales, algunos en los astilleros Fore River & Co. en Quincy (Massachusetts), y el resto en el astillero Union Iron Works en San Francisco. Este grupo fue confiscado por el Gobierno de Estados Unidos y terminaron en la Armada chilena y la Marina Real canadiense, después de la declaración de guerra estadounidense.
Un tercer grupo de veinticinco submarinos Clase H británica fue construido entre 1917-1919 en Gran Bretaña, algunos de ellos sirvieron durante la Segunda Guerra Mundial.
Canadian Vickers procedió a construir ocho barcos H más completos solicitados por la Regia Marina italiana. Este contrato fue en realidad negociado por el Almirantazgo británico, que convenció al gobierno italiano de aprovechar la capacidad disponible en Canadian Vickers. Estos se encargaron en dos grupos. La primera pareja (H1 / H2) botados en octubre de 1916 zarpó de Montreal en el otoño de 1916 antes del congelamiento del río San Lorenzo y completaron sus pruebas en Halifax. Zarparon hacia Italia en diciembre. Los seis restantes se entregaron en Montreal a partir de la primavera de 1917.
A partir de 1915, la Armada Imperial Rusa ordenó once submarinos para sus flotas del Báltico (5) y del Mar Negro (6). Fueron construidos por la compañía British Pacific Construction & Engineering Company en un astillero temporal en Barnet Burrard Inlet en las afueras de Vancouver, desmontados y enviados por vía marítima a Vladivostok y por el ferrocarril Transiberiano a San Petersburgo y Mykolaiv para reensamblarse en sus astilleros. En Rusia fueron conocidos como los submarinos de la Clase AG "Amerikansky Golland".
Un lote final de seis submarinos tipo 602-R fue construido para otro pedido ruso; la situación originada por la Revolución rusa de 1917 impidió la entrega de estas naves, que debían haber sido los AG17 a AG20, AG27 y AG28. Después de languidecer almacenados en Vancouver durante más de un año, finalmente fueron comprados por la US Navy; completados en el Puget Sound Navy Yard en Bremerton, WA., fueron comisionados en 1918 como USS H4 a H9.
En 1918, los submarinos de la Flota del Mar Negro "АG-21" - "АG-26" fueron tomados por la marina de guerra del Estado ucraniano. En mayo de 1918, la armada finlandesa rescató dos de los cuatro submarinos AG de la Flota del Báltico echados a pique en Hanko al final de la Guerra civil finlandesa, pero fue incapaz de ponerlos en servicio.

## Marina Real Británica

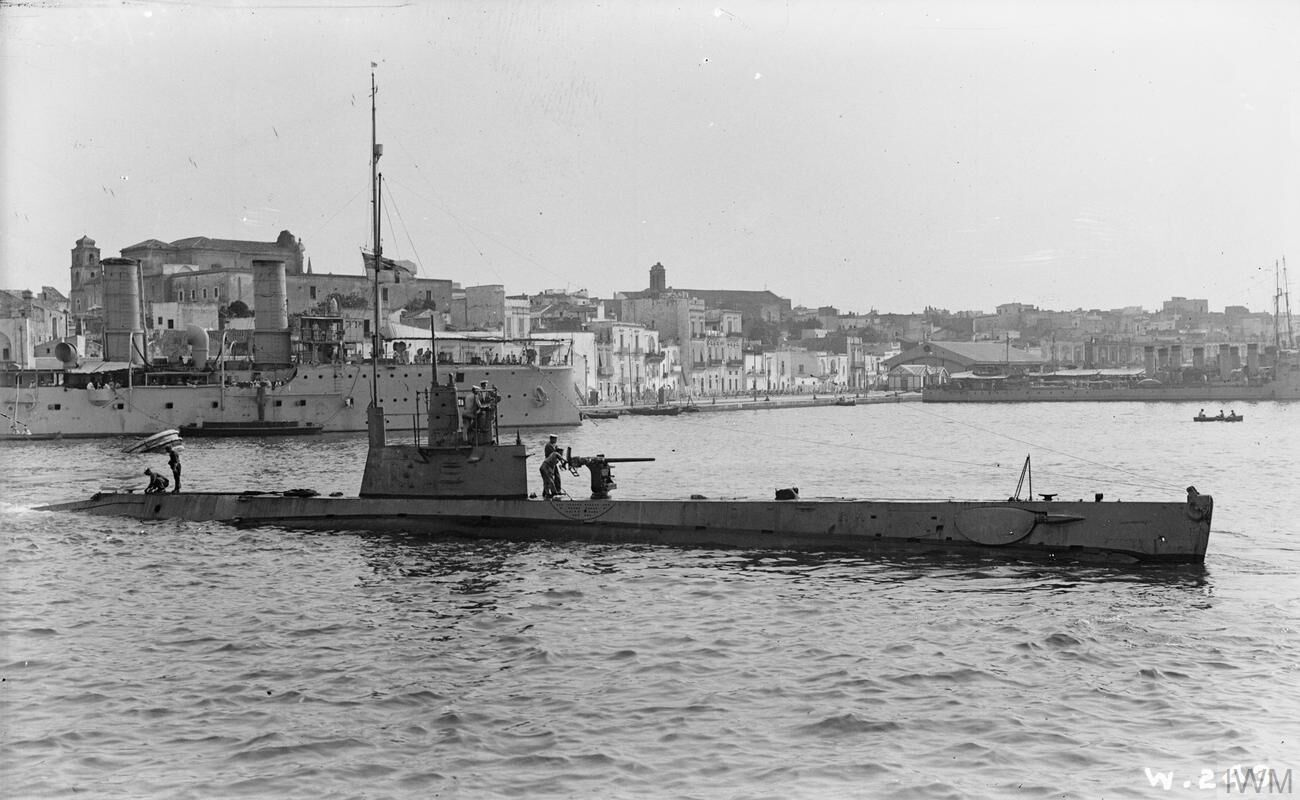
HMS H4, Brindisi 1916

- Submarinos de la Clase H británica

- Grupo 1 (1915)

H1 - H10 (10 unidades)
- Grupo 2 (1915 - 1918, el gobierno de los EE. UU. confiscó al grupo entero)

H11 y H12 (2 unidades)
H13 - H20 (8 unidades) fueron transferidos a Chile y a Canadá
- Grupo 3 (1917-1919)

H21 - H52 (25 unidades)

## US Navy

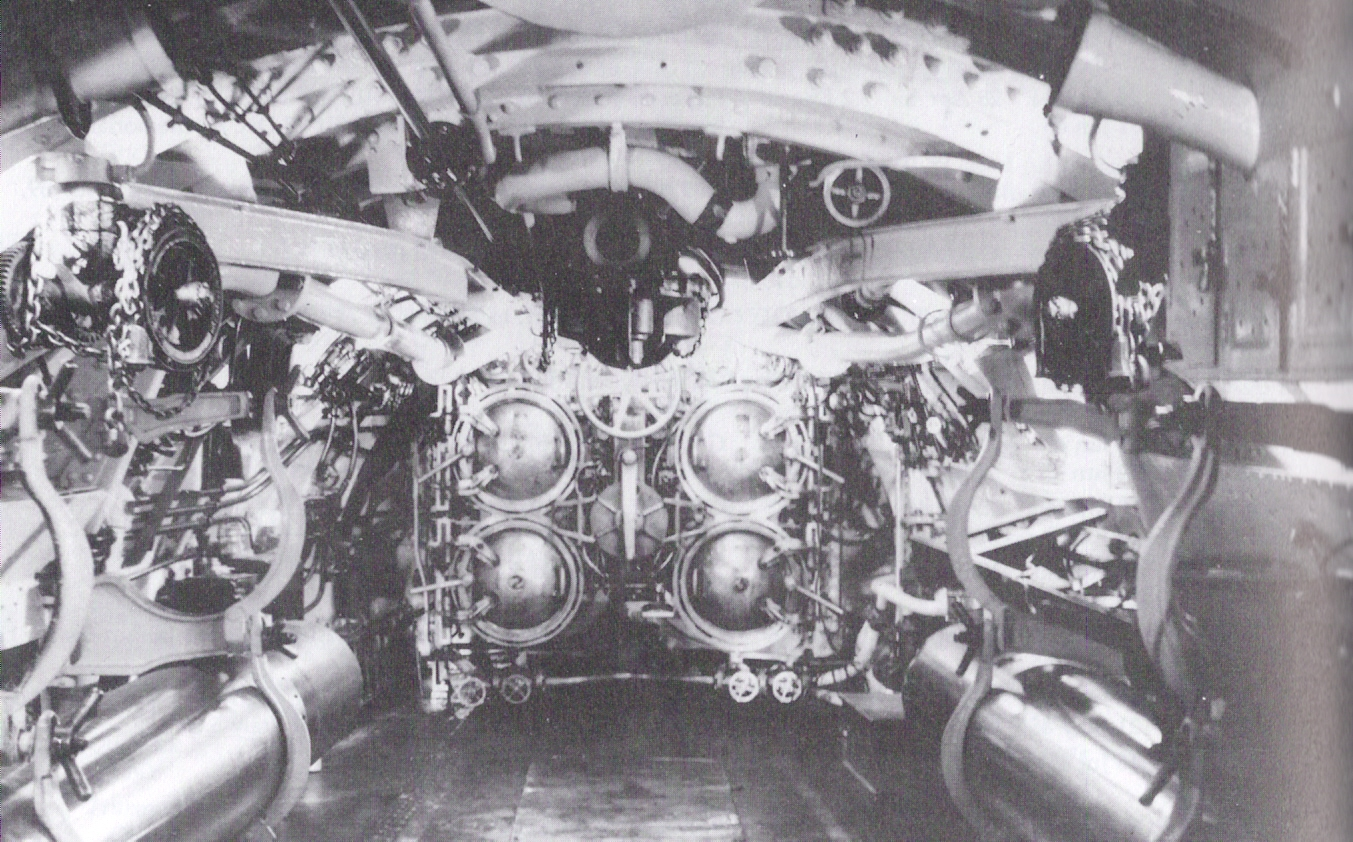
Sala de torpedos de 457 mm del USS H-5

- Submarinos de la clase H de Estados Unidos

USS H-1 - H-3 (3 unidades, prototipos)
USS H-4 - H-9 (6 unidades tipio 602-GF, originalmente construidos para la Armada Imperial rusa)

## Regia Marina
- Squadriglia Sommergibili H[2]

Sommergibile Classe H (H1 - H8 (8 unidades)

## Armada Imperial rusa y Armada Soviética

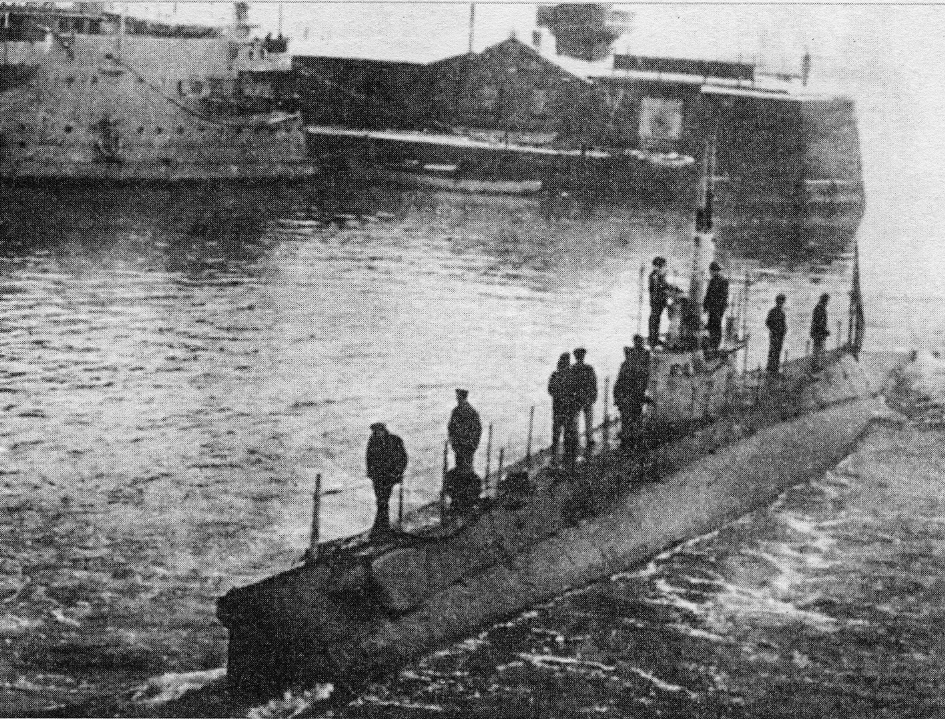
Submarino AG-11

- Submarinos tipo Holland 602-F / 602-L / 602-GF, conocidos localmente como "Amerikansky Golland" (AG)[4]

Flota del Báltico
AG-11 - AG-15 (5 unidades tipo 602-F)
Flota del Mar Negro
AG-21 - AG-26 (6 unidades tipo 602-L / 602-GF)

## Marina Real Canadiense

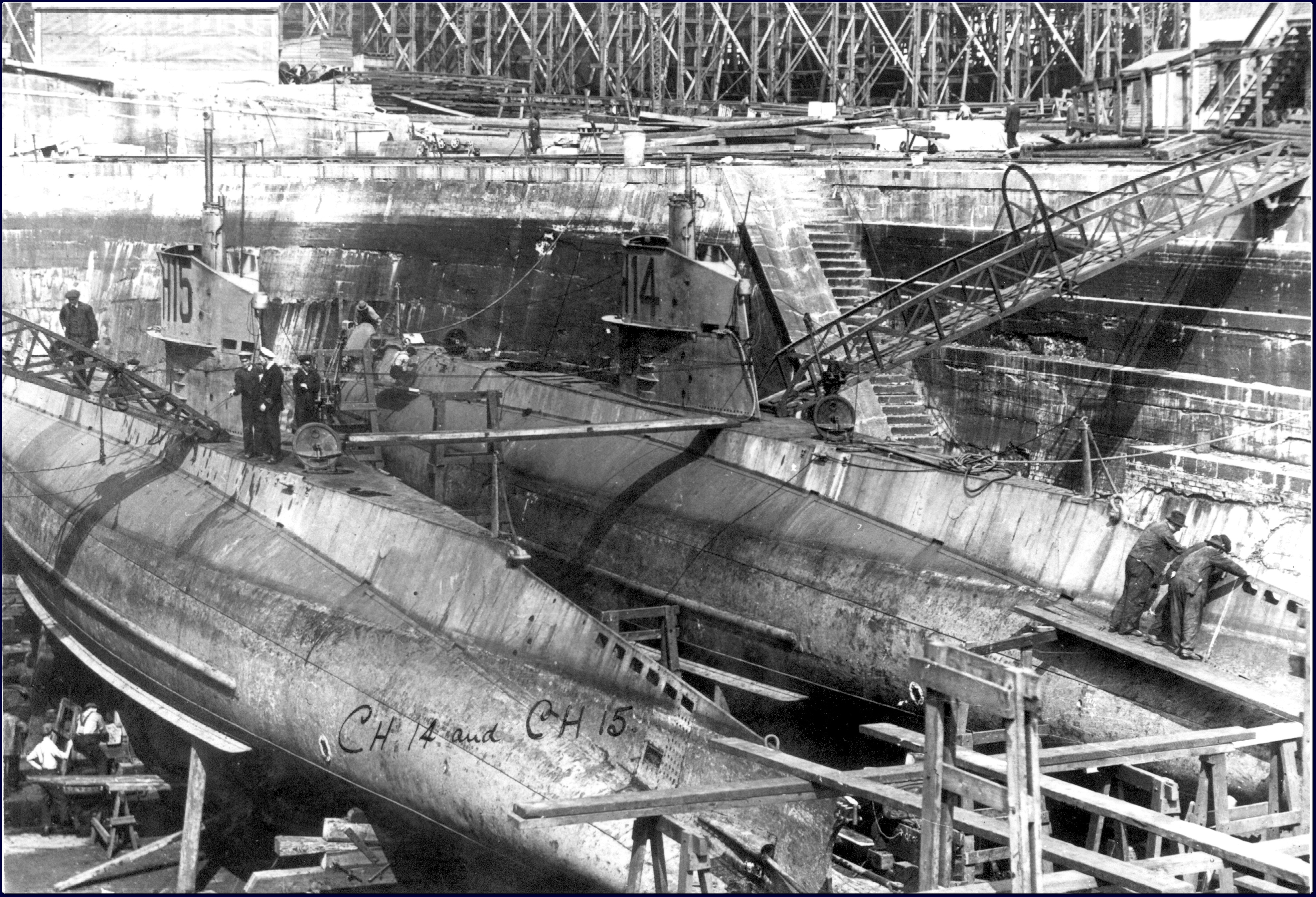
Submarinos de la RCN CH-14 y CH-15 en dique seco

- Submarinos Clase CC
- CH-14 y CH-15 (2 unidades)

## Armada de Chile

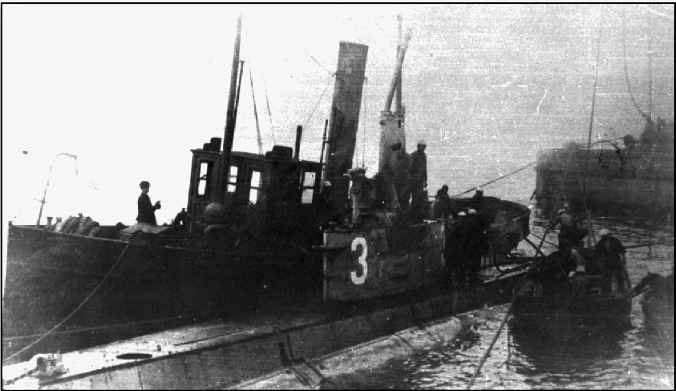
Submarino chileno H3 Rucumilla tras el rescate

Seis unidades, (ex HMS H13 y HMS H16 a HMS H20) construidas en astilleros estadounidenses, fueron originalmente ordenadas para la Royal Navy; se cedieron a Chile como parte de la compensación británica, por la confiscación de los acorazados Almirante Latorre y Almirante Cochrane) encargados por Chile y que se encontraban en fase de construcción en astilleros del Reino Unido al estallar la Primera Guerra Mundial. Se les izó la bandera chilena el 4 de julio de 1917, en el Naval Shipyard de Boston, en una ceremonia apresurada ante la inminencia de que Estados Unidos entrara en guerra y pudiera confiscar a su vez los submarinos. El 28 de marzo de 1918 la escuadrilla de sumergibles zarpó rumbo a Chile, escoltada por el crucero Chacabuco y el transporte Angamos; enfrentando a un huracán de grandes proporciones en las cercanías del Cabo Hatteras (EE. UU.). Fueron rebautizados con los nombres de heroínas mapuches.
- H1 Guacolda (ex HMS H13): Durante la Sublevación de la Escuadra de Chile, en 1931, fue conducido por su tripulación (sin oficiales) de Talcahuano a Coquimbo, donde se unió al grueso de las fuerzas rebeldes. Allí, es bombardeado por aviones de la FACH junto al resto de la Escuadra sin sufrir daños.
- H2 Tegualda (ex HMS H16): Durante la sublevación de la escuadra de 1931 se unió a la rebelión desde el principio, como parte de la escuadra fondeada en Coquimbo. Allí, junto con el resto de los buques, es bombardeado por aviones de la FACH junto al resto de la escuadra sin sufrir daños.
- H3 Rucumilla (ex HMS H17): El 2 de junio de 1919 sufrió un grave accidente por la inundación repentina del compartimiento de baterías de popa, el cuarto de máquinas y, parcialmente, la sección central; gracias a que el incidente ocurrió en una cala poco profunda de Talcahuano otros buques pudieron socorrerlo, izando verticalmente la nave por la proa, mientras la popa inundada descansaba sobre el fondo. Al llegar la popa a flor de agua, antes de que se agotara el oxígeno, la tripulación logró evacuar la nave por la escotilla de proa. Los tripulantes habían permanecido 8 horas en el lecho marino, a oscuras, mientras la embarcación hacía agua y emanaban gases de cloro de las baterías mojadas.[8] La unidad fue reflotada, y recuperada después de algunos años de reparaciones. Durante la Sublevación de la Escuadra de Chile, en 1931, el H3 fue alistado por un grupo de oficiales leales al gobierno, que lo tripularon con la intención de atacar al resto de los buques amotinados, sin mayor éxito. En las cercanías de la Isla Quiriquina fueron atacados por el minador Colo Colo (que intentó embestir el sumergible) y estuvieron a punto de embarrancar en la boca del Río Biobío.[9]
- H4 Quidora: Durante la Sublevación de la Escuadra de Chile, en 1931, conducido por su tripulación (sin oficiales) de Talcahuano a Coquimbo, se unió al grueso de las fuerzas rebeldes. Durante el bombardeo de la Fuerza Aérea, un impacto cercano al submarino dejó un muerto y un herido entre su tripulación.
- H5 Fresia: Durante la Sublevación de 1931, fue conducido por la tripulación (sin oficiales) de Talcahuano a Coquimbo, uniéndose a las fuerzas rebeldes. Allí, es bombardeado por aviones de la FACH junto al resto de la escuadra sin sufrir daños.
- H6 Guale: Durante la Sublevación de la Escuadra de Chile, en 1931 se unió a la rebelión desde el principio, como parte de la escuadra fondeada en Coquimbo. Es bombardeado por aviones de la FACH junto al resto de los buques amotinados sin sufrir daños.